# Spasticitet
Spasticitet är onormalt förhöjd muskeltonus, spänning, till följd av skada i centrala nervsystemet (CNS), motoriska hjärnbarken, banorna från motoriska hjärnbarken eller nervbanorna i ryggmärgen. Den ökade muskeltonusen försvårar eller förhindrar automatiserade och viljemässiga rörelser. Musklerna kan inte längre styras av centrala nervsystemet. Patienten får då en förhöjd tonus och musklerna drar fram och tillbaka oregerligt. Ordet spasm kommer från det grekiska ordet σπασμός (spasmos), vilket betyder "drag". 
Yttre faktorer som höga ljud, stress och känslomässig anspänning förvärrar ofta spasticiteten. Det kan uppkomma beroende av olika sjukdomar som orsakar skada på nervsystemet. Det är inte riktigt klarlagt vilken orsak som spasticitet har men det finns olika teorier. Generellt kan man säga att spasticitet orsakas av en obalans av signalerna från nervsystemet till musklerna vilken är orsakad av skadan. 
Spasticitet kan behandlas med smärtlindring och botoxinjektioner lokalt. Det kan förbättra möjligheterna till träning som förbättrar situationen i långa loppet.